# Kurier-Express-Paket-Dienst

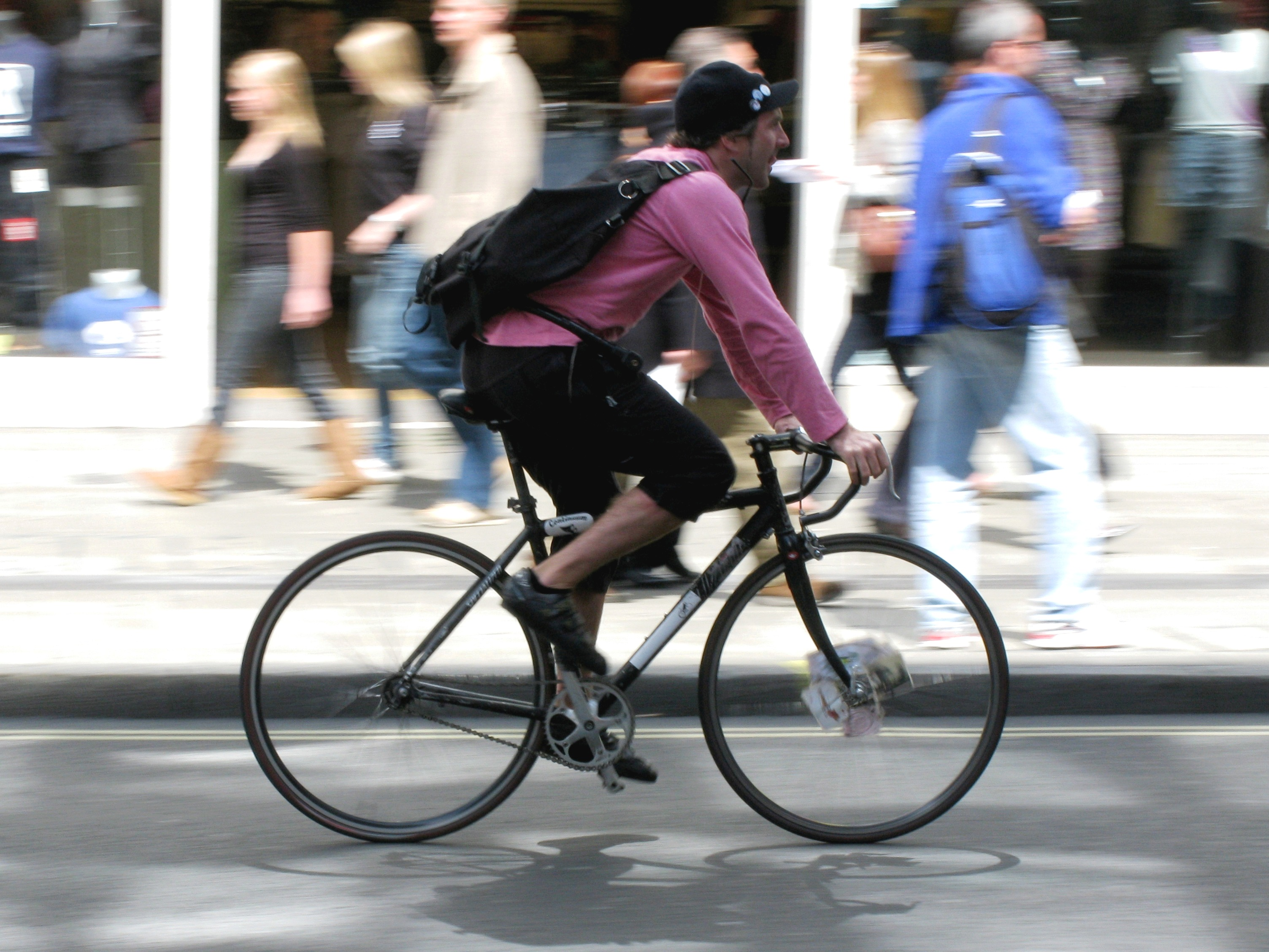
Fahrradkurier in London

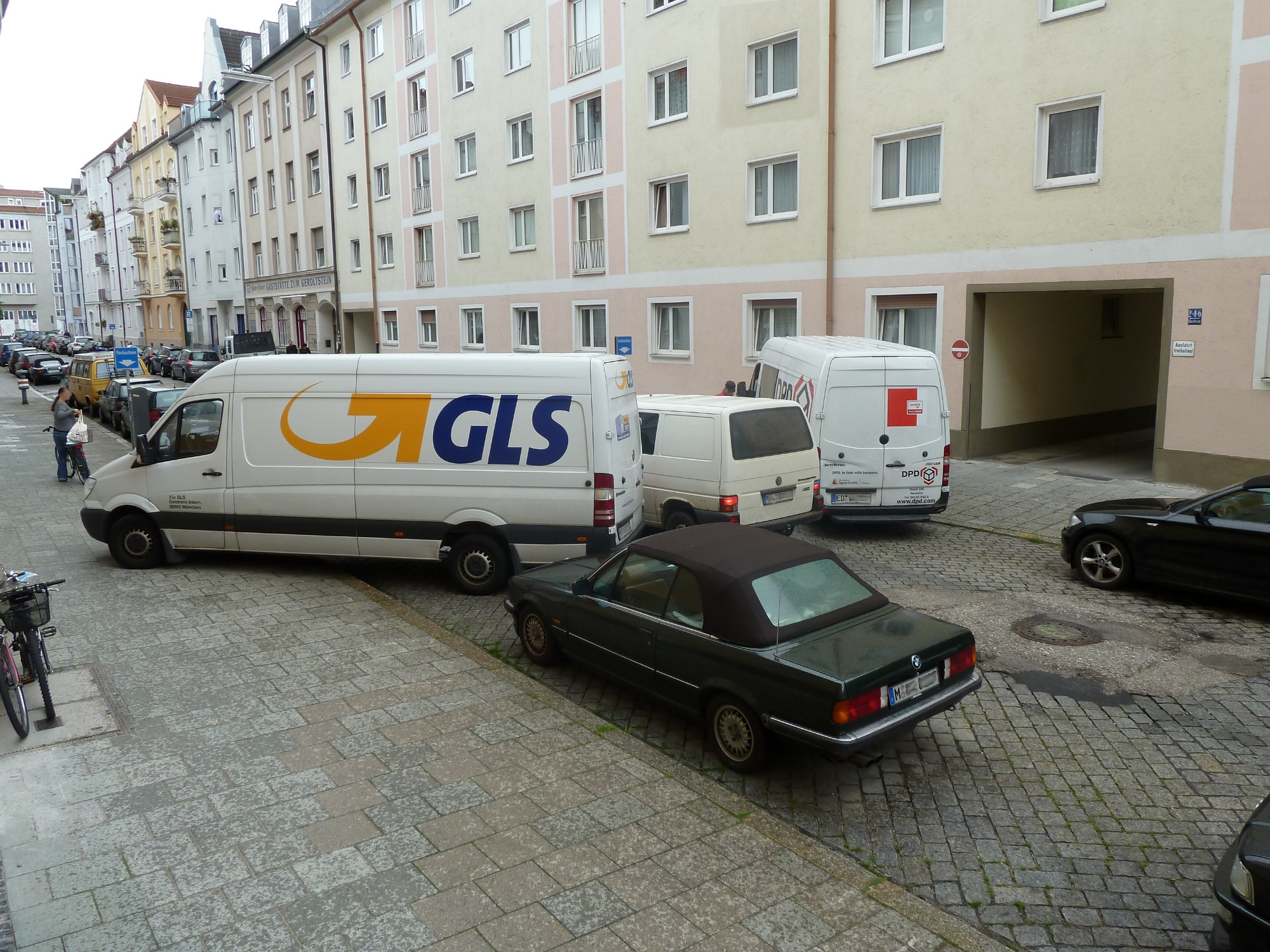
Zwei KEP-Dienste im Lieferdienst

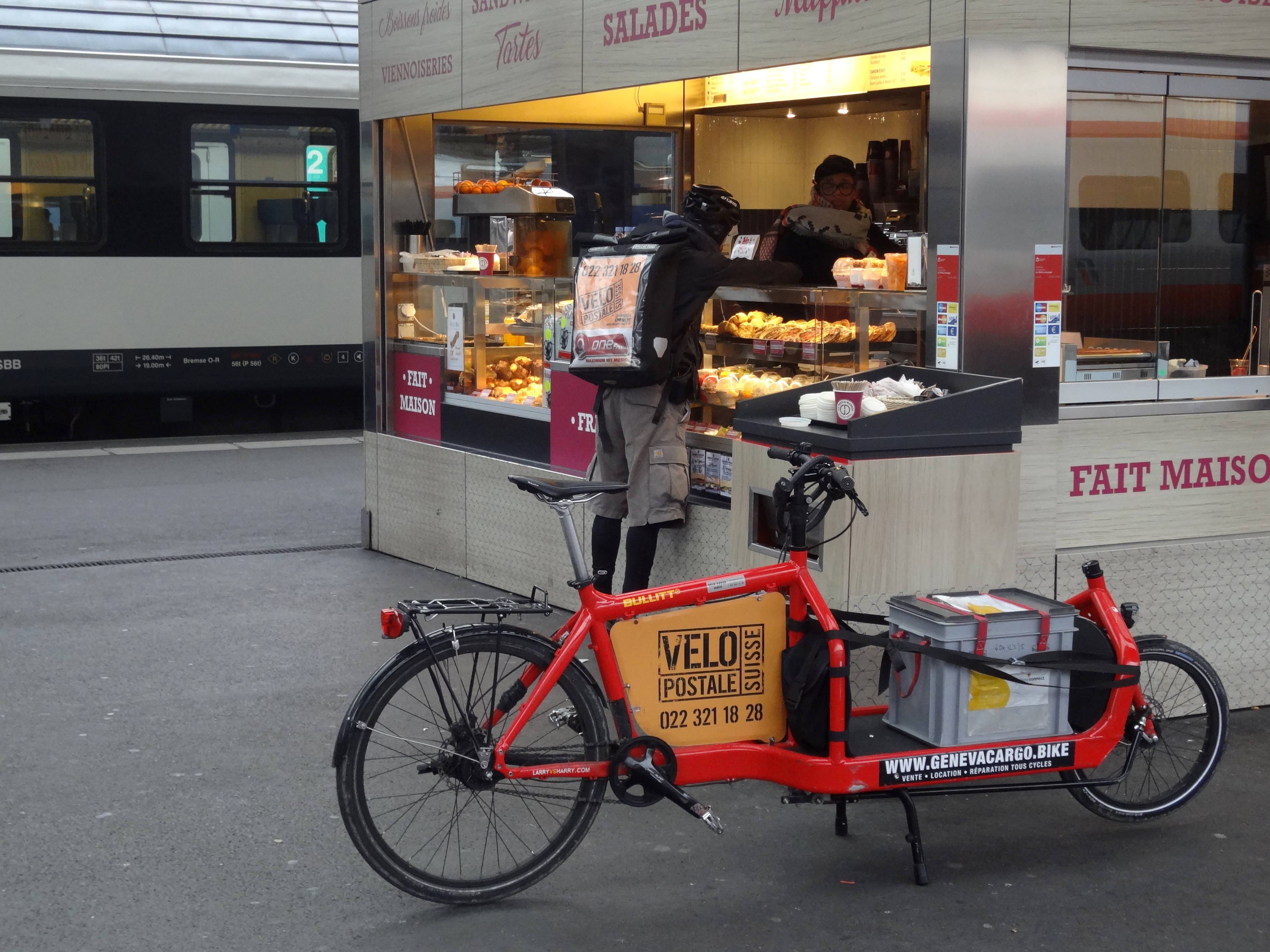
Velo Postale Suisse

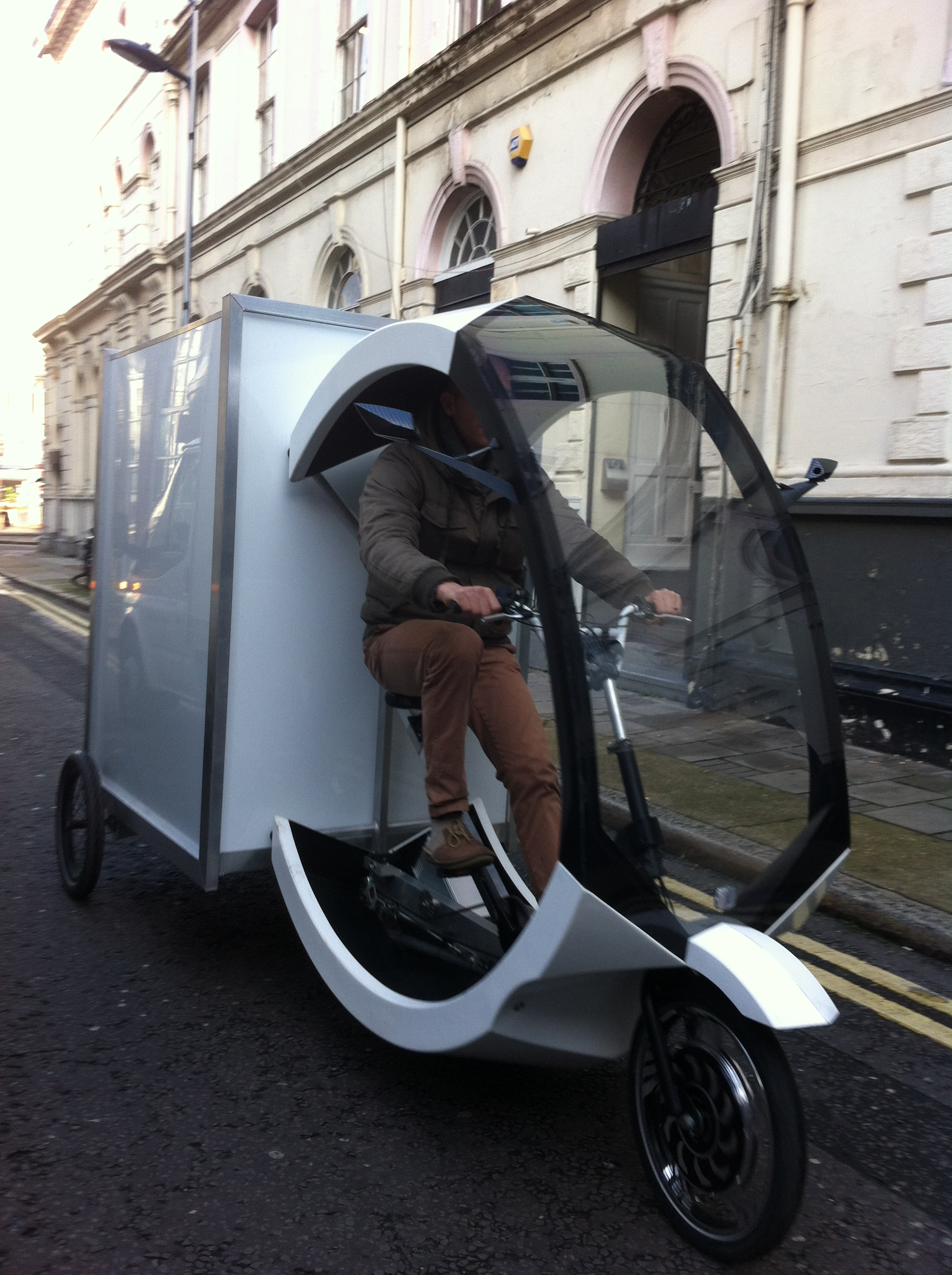
Lasten-Dreirad mit Elektromotor

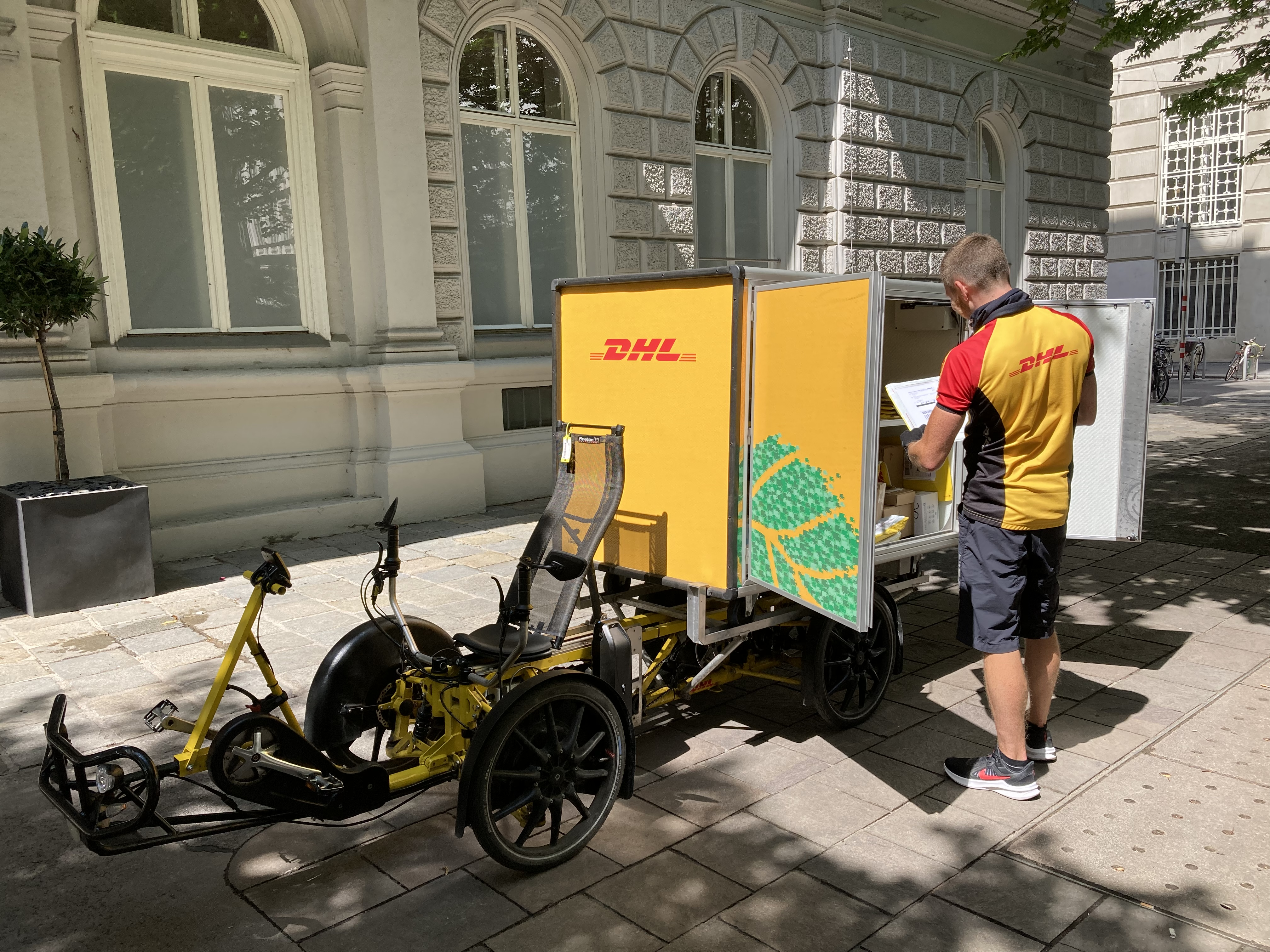
DHL Lasten-Vierrad in Wien

Ein Kurier-Express-Paket-Dienst, kurz KEP-Dienst (auch Kurier-, Express- und Paketdienst, mitunter Kurier-, Express- und Postdienste genannt) ist ein Logistik- und Postunternehmen. Die Abgrenzungskriterien zum Markt von KEP-Diensten zu anderen Märkten sind unter anderem das Gewicht und Volumen der Sendungen, die Geschwindigkeit des Güterversandes und die angebotenen Dienstleistungen.

## Unterteilung

### Kurierdienste
Kurierdienste stellen Sendungen in der Regel persönlich und auf direktem Weg zu, beispielsweise durch Fahrradkuriere in Städten oder Sicherheitskuriere für Geld- und Werttransporte.

### Paketdienste
Paketdienste sind Systemdienstleister, die mit einer hohen Standardisierung arbeiten. Die Laufzeit der Sendungen ist durch die festgelegte Arbeitsweise meist etwas höher als bei Expressdiensten und nicht garantiert. Außerdem gibt es Beschränkungen der zum Transport übernommenen Sendungen in Größe und Gewicht (so beschränken die meisten Paketdienste das Höchstgewicht einer Sendung auf 31,5 kg).

### Expressdienste
Im Gegensatz zu (Direkt-)Kurieren werden Expresssendungen nicht direkt, sondern über ein Umschlagzentrum zum Empfänger befördert. Wesentliches Merkmal der Expresstransporte ist die garantierte Laufzeit. Die großen Expressdienste sind genauso stark automatisiert wie Paketdienste, setzen aber besonders in den USA auf Frachtflugzeuge. In Europa vermischen sich die Begriffe Paket- und Expressdienst, da es keine rechtlich verbindliche Definition gibt.
Ebenfalls eine garantierte und kürzere Lieferzeit, nicht überregional, sondern innerhalb von Ballungsräumen, soll mit Same Day Delivery angeboten werden.

### Nachtexpress
Spezialbereich der Expressdienste. Anders als bei Overnight-Dienstleistern werden die Sendungen im Nachtexpress vor 8:00 Uhr, optional vor 7:00 Uhr oder 6:00 Uhr zugestellt und stehen den Empfängern damit vor Arbeitsbeginn zur Verfügung. Die Übergabe erfolgt quittungslos an zuvor definierten Übergabeplätzen. Dazu verwalten die Nachtexpressdienstleister die Schlüssel oder Zugangscodes zu Unternehmensgebäuden, Safes oder die Kofferräume von Service-Fahrzeugen.

## Dienstangebot
Die KEP-Dienste grenzen sich durch ein breites Serviceangebot von den speditionellen Angeboten ab. Diese zusätzlichen Dienstleistungen werden durch ein höheres Beförderungsentgelt vergütet und können meist je nach Bedarf vom Kunden zusätzlich bestellt werden.

### Physische Dienstleistung

#### Bevorzugte Zustellung
Die meisten KEP-Dienste bieten eine Zustellung der Sendung zu einer bestimmten Uhrzeit an. Typische Zeiträume sind bis 8 Uhr, bis 10 Uhr oder bis 12 Uhr.

#### Beförderung kritischer Sendungen
Einige KEP-Dienste sind in der Lage, Gefahrgut, Kunstwerke, sensible Geräte, lebende Tiere, Kühlsendungen oder auch medizinische Proben zu transportieren.

#### Same Day Delivery (SDD)
Same Day Delivery (SDD) ist eine Form eines Kurier-Express-Paket-Dienstes der Pakete schneller, im Idealfall innerhalb eines Kalendertages, oder in einem geplanten Zeitfenster zustellt.

#### Same Hour Delivery
Der Service Same Hour Delivery wird überwiegend in Großstädten und Ballungszentren angeboten. Hierbei wird die bestellte Ware noch in der gleichen Stunde zugestellt, in der die Bestellung aufgegeben wurde.

### Informationsdienstleistungen

#### Paketverfolgung
Der Kunde kann im Rahmen einer Sendungsverfolgung noch während der Beförderung über Internet, Sprachassistenten oder Telefonhotline nachvollziehen, wann sich sein Paket wo befindet.

#### Abliefernachweis
Viele KEPs bieten gegen Gebühr erweiterte Dokumentation der Auslieferung an:
- gescannte Unterschrift des Warenempfängers
- aufbereitete Berichte
- fotografiertes Paket mit lesbarer Adresse (Schweizer Post)

## Software
Im Gegensatz zu Speditionen, die auf standardisierte Schnittstellen wie EDIFACT/EANCOM und NVE setzten, aber auch auf individuelle Wünsche der Kunden eingehen, geben KEP-Dienstleister die Form der Datenkommunikation in der Regel fest vor. Das Regelwerk dazu ist proprietär und somit auch von KEP-Dienstleister zu KEP-Dienstleister sehr unterschiedlich. Nur das Prinzip ist bei allen gleich. Der KEP-Dienstleister übermittelt an seine Kunden regelmäßig die sogenannten Routings (eine Tabelle, in der zu jeder Postleitzahl eine Kennung – in der Regel für die Niederlassung, die ein Paket für diese Postleitzahl an den Empfänger weiterleiten soll – genannt ist, sowie Sortier- und Ausliefer-Verkehrsknotenpunkte, oft Hub genannt), die der Kunde in seinem System benutzen muss, um das Routing auf dem von ihm gedruckten Paketlabel mit auszugeben. Auf diesem Paketlabel muss sich auch ein maschinenlesbarer Strich- bzw. 2D-Code befinden, der in der Regel alle für den KEP-Dienstleister wichtigen Informationen enthält.
Dies ist inzwischen veraltet und die meisten KEP-Dienste liefern in ihren Schnittstellen die Etiketten im ZPL-Format (für Etikettendrucker) oder als PDF in der Antwort zur Abholnachricht aus. (Ausnahmen: UPS kann kein PDF aber dafür GIF, TNT kann nur Browser-darstellbare Etiketten XML + XSLT.) Das Speichern der Routingdaten zur Erzeugung der Etiketten ist nur noch bei EDI-ähnlichen Schnittstellen (uni-direktional) notwendig.
KEP-Dienstleister unterhalten oft Sortieranlagen, die die Pakete automatisch zu dem richtigen Lkw befördern und die abrechnungsrelevanten Daten an die Finanzbuchhaltung weiterleiten. Auf diese Weise soll dem im KEP-Bereich höheren Durchsatzbedarf Rechnung getragen werden. Viele KEP-Dienste bieten ihren Kunden eine entsprechende fertige Softwarelösung an.
Die meisten KEP-Dienste bieten proprietäre Schnittstellen an. ERP-Softwarepakete wie SAP (XSI = eXpress Shipper Interface als Teil von LE = Logistics Execution) sind im Prinzip auf eine elektronische Zusammenarbeit vorbereitet, trotzdem muss Middleware dafür sorgen, dass die Systeme miteinander kommunizieren können.
Im März 2015 hat GS1 Germany einen KEP-Branchenworkshop zum Thema Standardisierung initiiert. Ziel ist herauszufinden, inwiefern sich die offenen GS1 Branchenstandards auf Basis der NVE und der dazugehörigen EDI wie EDIFACT/EANCOM auch auf den KEP-Markt übertragen lassen und eine Anwenderempfehlung dazu zu erarbeiten. Basis sind die bereits 2008 bei GS1 Germany erarbeiteten Empfehlungen zum Informationsfluss und zu Sendungsnummern in der Logistik.

## Situation in Europa
Nach einer Studie der Unternehmensberatung A.T. Kearney stieg 2010 in Europa die Zahl der Sendungen um 6 Prozent auf 5 Milliarden Stück. Der Umsatz der Branche stieg 2010 um 4 Prozent auf 42,1 Milliarden Euro. Von der Fraunhofer Arbeitsgruppe für Supply Chain Services wurde die Marktgröße 2014 sogar mit 70 Milliarden Euro angegeben.

## Situation in Deutschland

### Beschäftigungszahlen
Im Dezember 2010 waren bei Express-, Kurier- und Postdiensten 336.000 Menschen (207.700 sozialversicherungspflichtig Beschäftigte und 128.300 ausschließlich geringfügig Beschäftigte) beschäftigt. 7,15 Prozent der Beschäftigten (24.036 von 336.000) waren Aufstocker, d. h., sie erhielten neben ihrem geringen Erwerbseinkommen Arbeitslosengeld II („Hartz IV“).
Laut Statistischem Bundesamt vom Dezember 2023 stieg die Anzahl von Beschäftigten nach Ergebnissen der volkswirtschaftlichen Gesamtrechnungen binnen zehn Jahren um 24 % auf rund 553.000 Personen im Jahr 2021. Damit wuchs der Personalbestand der Branche deutlich stärker als die Erwerbstätigenzahl in der deutschen Wirtschaft insgesamt, in der es im selben Zeitraum gut 8 % mehr Erwerbstätige gab. Zusätzlich verdienen Mitarbeiter aber durchschnittlich 20 % weniger als Fachkräfte in anderen Branchen.

### Ausbildung
In Deutschland existieren zwei Ausbildungsberufe: die zweijährige Fachkraft für Kurier-, Express- und Postdienstleistungen sowie der dreijährige Kaufmann für Kurier-, Express- und Postdienstleistungen.

### Arbeitgeberverbände
Arbeitgeber- und Interessenverbände sind unter anderem:
- Bundesverband der Kurier-Express-Post-Dienste e. V. (BdKEP)
- Bundesverband Paket und Expresslogistik e. V. (BIEK)

### Digitalisierung und Onlinehandel
Die Digitalisierung und der Onlinehandel verändern die KEP Branche. Durch den Aufbau dezentraler Lager von Onlinehändlern in Ballungsräumen werden klassische Standardpaketservices in lokale Kurierservices umgewandelt. Sie werden dann nicht mehr wie bisher nahezu ausschließlich von den Paketdiensten, sondern häufig von regionalen Kurierdiensten erbracht. Diese Serviceangebote bezeichnet man häufig als Same Day Delivery. Ausprägungen dieser Serviceart sind:
- Zustellung zum vom Empfänger vorgegebenen Zeitfenster (Zeitfensterzustellung)
- Zustellung am Tag der Bestellung (in der Regel Bestellung bis Mittag und Zustellung bis zum Abend)
- Zustellung sofort nach der Bestellung in Zeitfenstern zwischen 30 und 120 min.